# Józef Rejewski

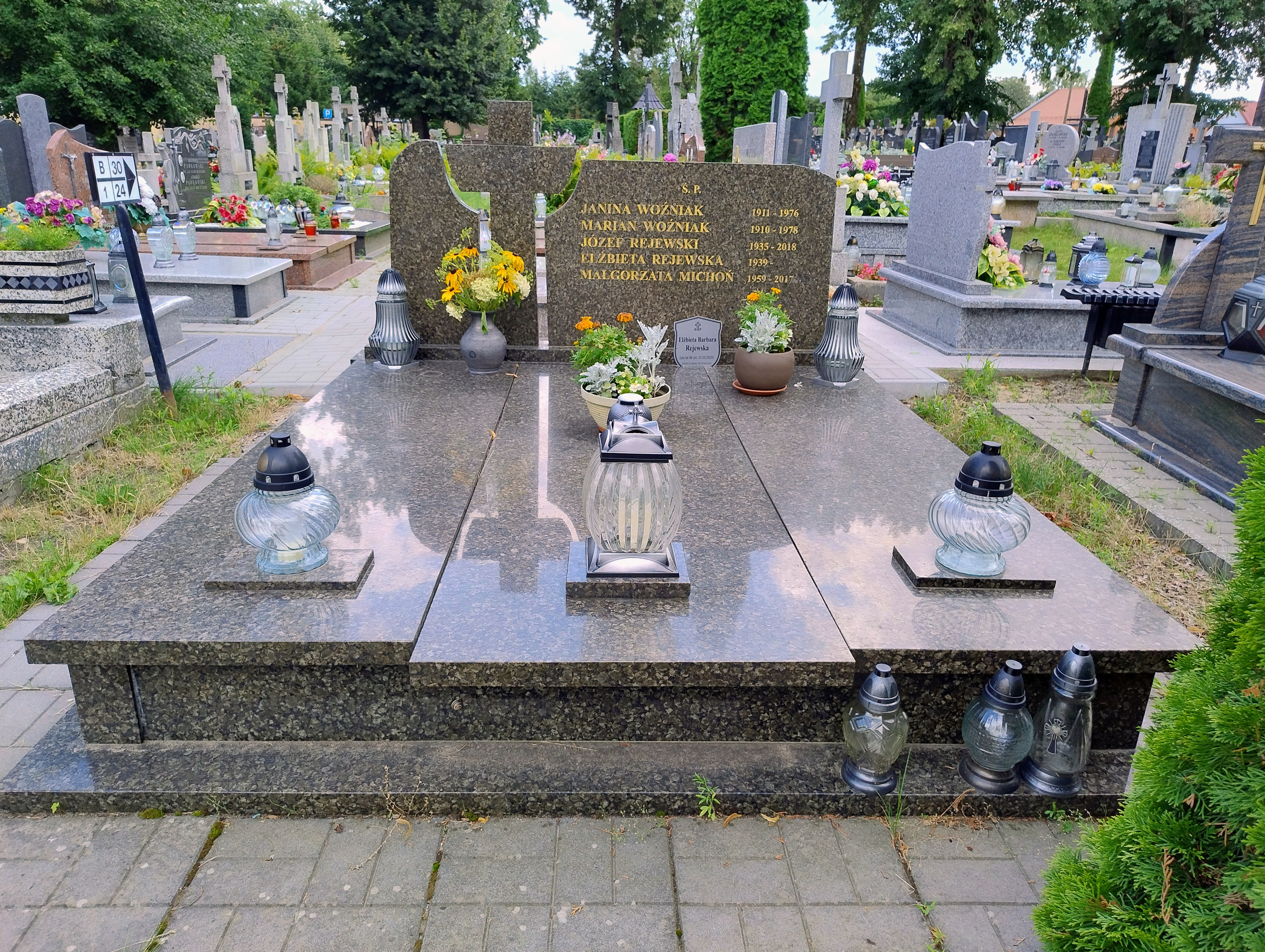
Grób Józefa Rejewskiego (2025)

Józef Andrzej Rejewski (ur. 17 marca 1935 w Mosinie, zm. 24 czerwca 2018 w Ełku) – polski chirurg i samorządowiec, przewodniczący Rady Miasta Ełku (1990–1994, 1998–2002).

## Życiorys

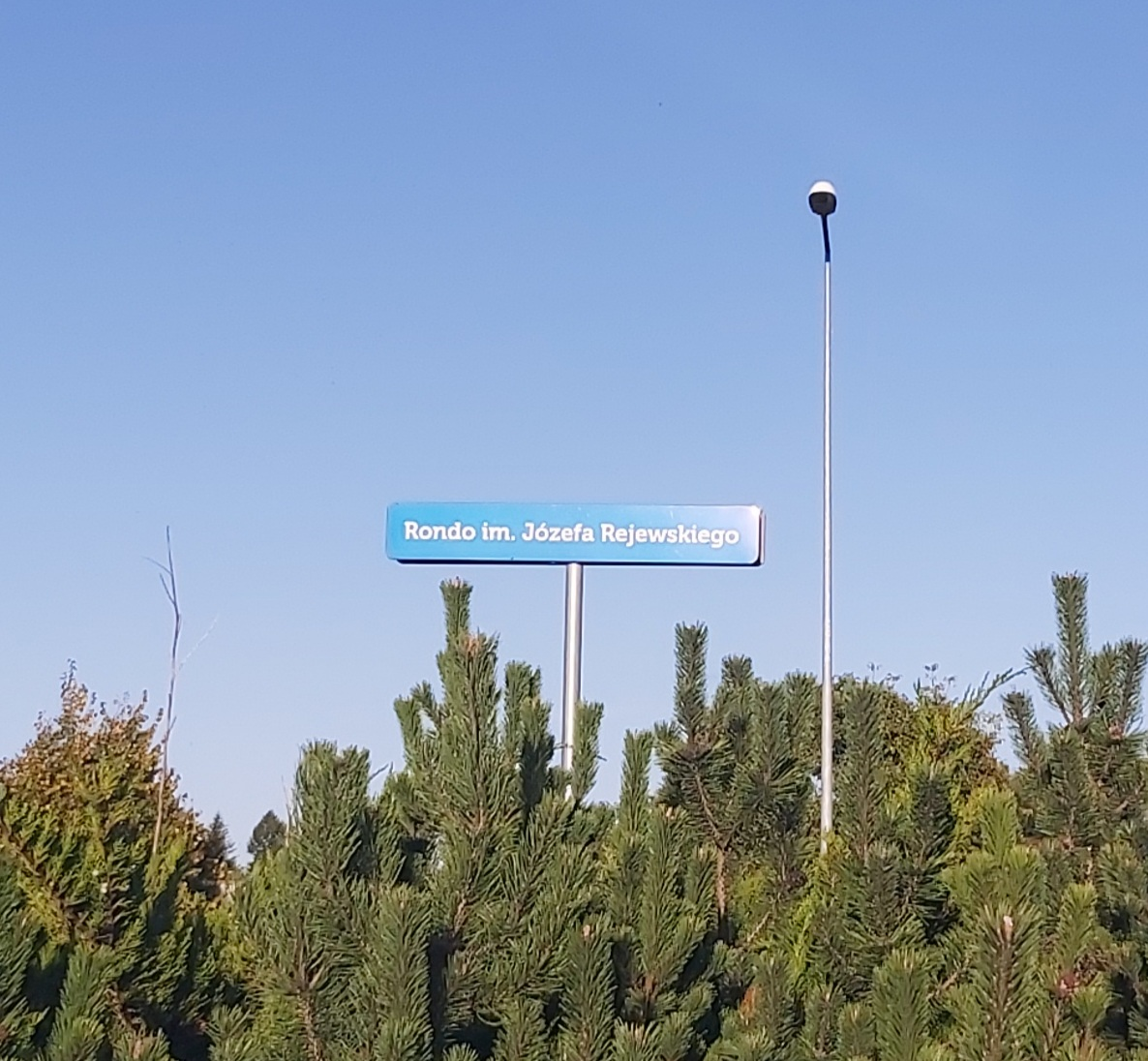
Rondo im. Józefa Rejewskiego w Ełku

Pracował jako lekarz chirurg. W 1965 został kierownikiem Powiatowej Przychodni Obwodowej. W 1972 zastępcą ordynatora Oddziału Chirurgicznego ełckiego szpitala miejskiego, a dwa lata później – kierownikiem Poradni Chirurgicznej. Następnie pełnił obowiązki dyrektora ZOZ w Ełku. W 1989 wrócił do pracy na Oddziale Chirurgii, gdzie zajmował stanowisko ordynatora. Działał także na rzecz budowy nowego szpitala w mieście.
Od 1990 do końca 2004 nieprzerwanie zasiadał w Radzie Miasta Ełku, w tym w latach 1990–1994, 1998–2002 sprawował funkcję przewodniczącego. Określany jako jedna z osób, które zbudowały samorząd w Ełku. W 2019 imieniem Józefa Rejewskiego nazwano w Ełku rondo.
Syn Kazimierza i Urszuli. Spokrewniony z Marianem Rejewskim. Pochowany na Cmentarzu Komunalnym w Ełku.